# Heterixalus carbonei
Heterixalus carbonei – gatunek endemicznego płaza bezogonowego z rodziny sitówkowatych (Hyperoliidae), występujący w zachodniej i północnej Madagaskaru. Osiąga rozmiary 2,6 cm i spotykany jest w lasach suchych i deszczowych. Nie jest gatunkiem zagrożonym.

## Morfologia
Dorasta do 2,6 cm. Grzbiet jest żółto-brązowy. Występują dwa żółte fałdy grzbietowo-boczne, które czasami dochodzą do piszczeli. 

## Występowanie i siedlisko
H. carbonei występuje w zachodniej i północnej części Madagaskaru – głównie w Parkach Narodowych Montagne d'Ambre i Tsingy de Bemaraha; możliwe, że jego zasięg występowania jest szerszy niż obecnie wiadomo. Zasiedla zarówno lasy suche (populacje zachodnie), jak i lasy deszczowe (populacje północne). Rozmnaża się w stałych i okresowych zbiornikach wodnych.

## Status
Jest to gatunek najmniejszej troski (LC). Jednakże w przyszłości może być narażony na wyginięcie w związku z utratą siedlisk i malejącą populacją.